# Cộng đồng Năng lượng nguyên tử châu Âu
Cộng đồng Năng lượng nguyên tử châu Âu (tiếng Anh: European Atomic Energy Community viết tắt là EAEC hoặc Euratom) là một tổ chức quốc tế bán độc lập, nhưng hoàn toàn do Cộng đồng châu Âu là Ba trụ cột của Liên minh châu Âu kiểm soát.
Tổ chức này được thành lập ngày 25.3.1957 cùng với Cộng đồng Kinh tế châu Âu (EEC) bởi Các hiệp ước Roma, được các Cơ quan hành pháp của Cộng đồng Kinh tế châu Âu tiếp quản năm 1967, nhưng vẫn tiếp tục tồn tại riêng rẽ hợp pháp ngay cả sau khi Các cộng đồng châu Âu được hòa nhập vào Liên minh châu Âu như một trụ cột vào năm 1993.

## Lịch sử
Việc Cấm vận Dầu năm 1967 đã cắt giảm phần lớn tiếp liệu năng lượng cho châu Âu, khiến cho tình trạng thiếu hụt năng lượng trở nên trầm trọng. Do đó Nghị viện châu Âu đã đề nghị mở rộng năng lực của Cộng đồng Than Thép châu Âu để bao gồm cả các nguồn năng lượng khác. Tuy nhiên Jean Monnet, kiến trúc sư và Chủ tịch của Cộng đồng Than Thép châu Âu, lại muốn có một Cộng đồng riêng biệt nhắm vào Năng lượng nguyên tử. Louis Armand được trao trách nhiệm nghiên cứu triển vọng sử dụng Năng lượng hạt nhân ở châu Âu. Báo cáo của ông ta kết luận là việc triển khai năng lượng hạt nhân là cần thiết để bù đắp cho việc thiếu năng lượng bởi cạn kiệt các mỏ than và để giảm việc phụ thuộc vào các nước sản xuất dầu. Tuy nhiên các nước Benelux và Đức lại thiết tha về việc thiết lập một thị trường chung tổng quát, mặc dù bị Pháp phản đối vì chính sách bảo hộ nền công nghiệp trong nước của mình, và Jean Monnet nghĩ rằng đó là một nhiệm vụ quá lớn và khó khăn. Cuối cùng, Monnet đề nghị thiết lập Cộng đồng Năng lượng nguyên tử và Các cộng đồng kinh tế riêng biệt để giàn hòa cả hai nhóm.
Hội nghị liên chính phủ về Thị trường chung và Cộng đồng Năng lượng nguyên tử châu Âu tại Lâu đài Val Duchesse (Bỉ) năm 1956 đã soạn thảo các nét chính cần thiết của các hiệp ước mới. Euratom sẽ tăng cường việc hợp tác trong lãnh vực hạt nhân, và cùng với Cộng đồng kinh tế châu Âu, dự phần vào Nghị viện châu Âu và Tòa án Cộng đồng châu Âu của Cộng đồng Than Thép châu Âu, nhưng  không dự phần vào các quyền hành pháp của nó. Euratom phải có Ủy ban riêng của mình, ít quyền hành hơn Cơ quan quyền hành cấp cao của Cộng đồng Than Thép châu Âu và Hội đồng châu Âu. Ngày 25.3.1957, Hiệp ước Roma được "6 nước bên trong" ký kết và ngày 1.1.1958 bắt đầu có hiệu lực.
Để tránh lãng phí các tài nguyên, các cơ quan hành pháp được thiết lập bởi Hiệp ước Roma này đã hợp nhất với nhau năm 1965 bởi Hiệp ước Hiệp nhất (Meger Treaty). Các cơ chế của Cộng đồng Kinh tế châu Âu sẽ chịu trách nhiệm về việc điều hành Cộng đồng Kinh tế châu Âu và Euratom, với tất cả ba cơ chế thời đó gọi là Các cộng đồng châu Âu, mặc dù mỗi cơ chế đều tồn tại riêng cách hợp pháp. Năm 1993, Hiệp ước Maastricht lập ra Liên minh châu Âu, gộp các Cộng đồng nói trên vào trụ  cột của Cộng đồng châu Âu, còn Euratom vẫn giữ tư cách pháp nhân riêng hợp pháp.
Hiến pháp châu Âu định củng cố mọi hiệp ước trước kia và tăng cường tính trách nhiệm dân chủ trong các hiệp ước đó. Euratom đã không thay đổi theo cùng cách của các hiệp ước khác và vì thế Nghị viện châu Âu đã cấp ít quyền hành cho tổ chức này. Tuy nhiên, lý do mà tổ chức này đã không thay đổi cũng chính là lý do mà Hiến pháp để cho nó tách riêng khỏi các phần còn lại của Liên minh vì e ngại các ý kiến chống hạt nhân trong số các cử tri (khi bỏ phiếu)..

## Mục tiêu và các thành tựu
Các mục tiêu của Euratom là thiết lập một thị trường đặc biệt cho năng lượng hạt nhân và phân phối năng lượng này thông qua Cộng đồng, đồng thời phát triển và bán năng lượng hạt nhân thặng dư cho các nước ngoài Cộng đồng. Dự án chính hiện nay của cơ quan này là tham gia vào Lò phản ứng thực nghiệm Nhiệt hạch quốc tế (International Thermonuclear Experimental Reactor, (ITER))  được tài trợ dưới phần hạt nhân của "Chương trình khung thứ 7" (FP7). Euratom cũng đưa ra một cơ chế vay tiền để tài trợ các dự án năng lượng hạt nhân trong Liên minh châu Âu.
Trong nội quy, điều 37 của Hiệp ước thành lập Euratom, thể hiện việc ban hành pháp luật tiên phong liên quan tới các nghĩa vụ bó buộc mọi nước trong Cộng đồng phải tôn trọng tình trạng môi trường và bảo vệ con người

## Các chủ tịch của Cộng đồng Năng lượng nguyên tử châu Âu
Năm ủy viên của Ủy ban chỉ do 3 chủ tịch lãnh đạo, khi cơ quan này có quyền hành xử độc lập (1958-1967), tất cả đều là người Pháp;
- Louis Armand  1958-1959 - Ủy ban Armand
- Étienne Hirsch 1959-1962- Ủy ban Hirsch
- Pierre Chatenet 1962-1967- Ủy ban Chatenet